# Morris Kirksey
Morris Marshall Kirksey (Waxahachie, 13 settembre 1895 – San Mateo, 25 novembre 1981) è stato un velocista e rugbista a 15 statunitense, tra i pochissimi a vincere medaglie olimpiche in due discipline sportive differenti.

## Biografia
Nato a Waxahachie, in Texas, Kirksey si è trasferito a San Francisco all'età di tredici anni e si è diplomato alla Palo Alto High School nel 1913.
Ai giochi olimpici di Anversa del 1920, Kirksey ha conquistato la medaglia d'argento nei 100 m piani, alle spalle di Charlie Paddock. Sei giorni più tardi ha fatto parte della staffetta 4×100 m che ha vinto la medaglia d'oro, stabilendo il record mondiale con il tempo di 42.2 secondi. Ha partecipato anche alla gara dei 200m piani, venendo eliminato nelle batterie. Due settimane più tardi ha conquistato la sua seconda medaglia d'oro con la nazionale statunitense di rugby, sconfiggendo la Francia 8-0.
Da studente della Stanford University, Kirksey ha vinto il campionato IC4A nelle 100 iarde nel 1921, uguagliando il record mondiale di Paddock con 9.6 secondi.
Kirksey si è laureato in filosofia alla Stanford ed ha poi conseguito un diploma anche al St. Louis Medical College. Ha lavorato come psichiatra per il dipartimento penale di stato, assegnato al carcere di San Quintino ed al carcere di Folsom.
Morris Kirksey è morto a San Mateo, in California, all'età di 86 anni.

## Palmarès
In carriera ha conseguito i seguenti risultati:
- Giochi olimpici

Anversa 1920: oro nel rugby e nell'atletica leggera nella staffetta 4x100m ed argento nei 100m piani.